# Nokia 6630
Nokia 6630 — смартфон фірми Nokia, побудований на основі Series 60 Second Edition і підтримує мережі третього покоління (3G). Належить до лінійки телефонів «мультимедійний комп'ютер». Nokia 6630 працює під управлінням операційної системи Symbian 8.0a, що забезпечує широкі можливості. В моделі реалізована «гаряча заміна» карт пам'яті, формат карт — DV RS-MMC, максимальний обсяг пам'яті котрих — 2 Гб. Корпус виготовлено з пластмаси.
Модифікація Nokia 6630 Music Edition відрізняється лише модернізованим музичним плеєром і стандартним комплектом поставки (карта пам'яті обсягом 256 Мб замість 64Mb) і перехідник з pop-порту на стандартний аудіо роз'єм (3,5 мм). Існує також різниця в кольорі панелей.
Цей смартфон має процесор з тактовою частотою в 220 МГц. Обсяг оперативної пам'яті апарата становить 10 Мб.
Запис відео: 174х144 (128х96) до 1 години
- Швидка передача даних WCDMA+EDGE
- Редагування і монтаж відеокліпів
- Прямий друк фотографій
- Вбудована динамічна пам'ять 10 Мб і ММС зменшеного розміру місткістю 64 Мб з можливістю «гарячої заміни»
- Браузер WAP 2.0 XHTML/HTML[1]